# الجرف (تونس)

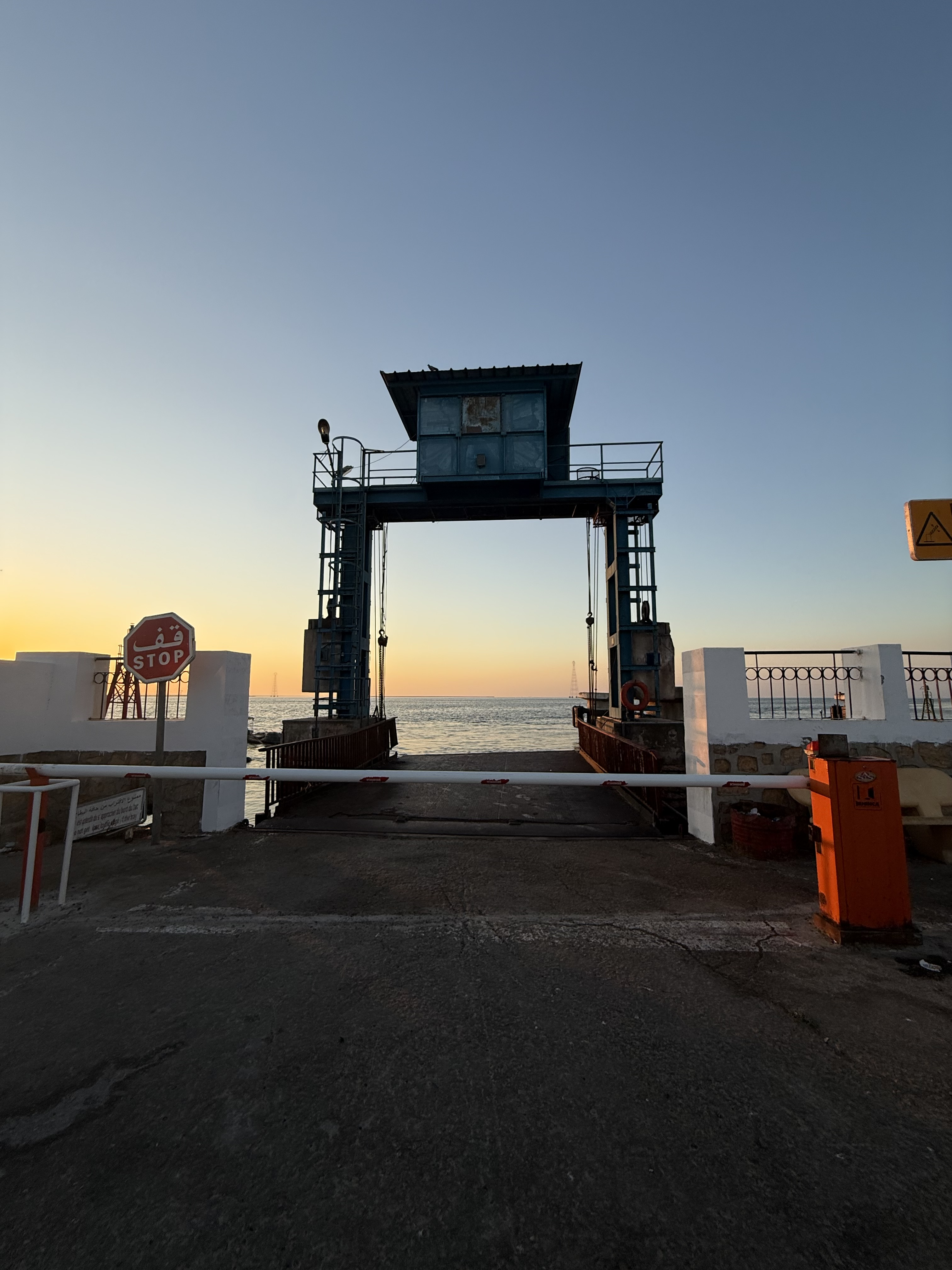
مرفأ بطاحات الجرف

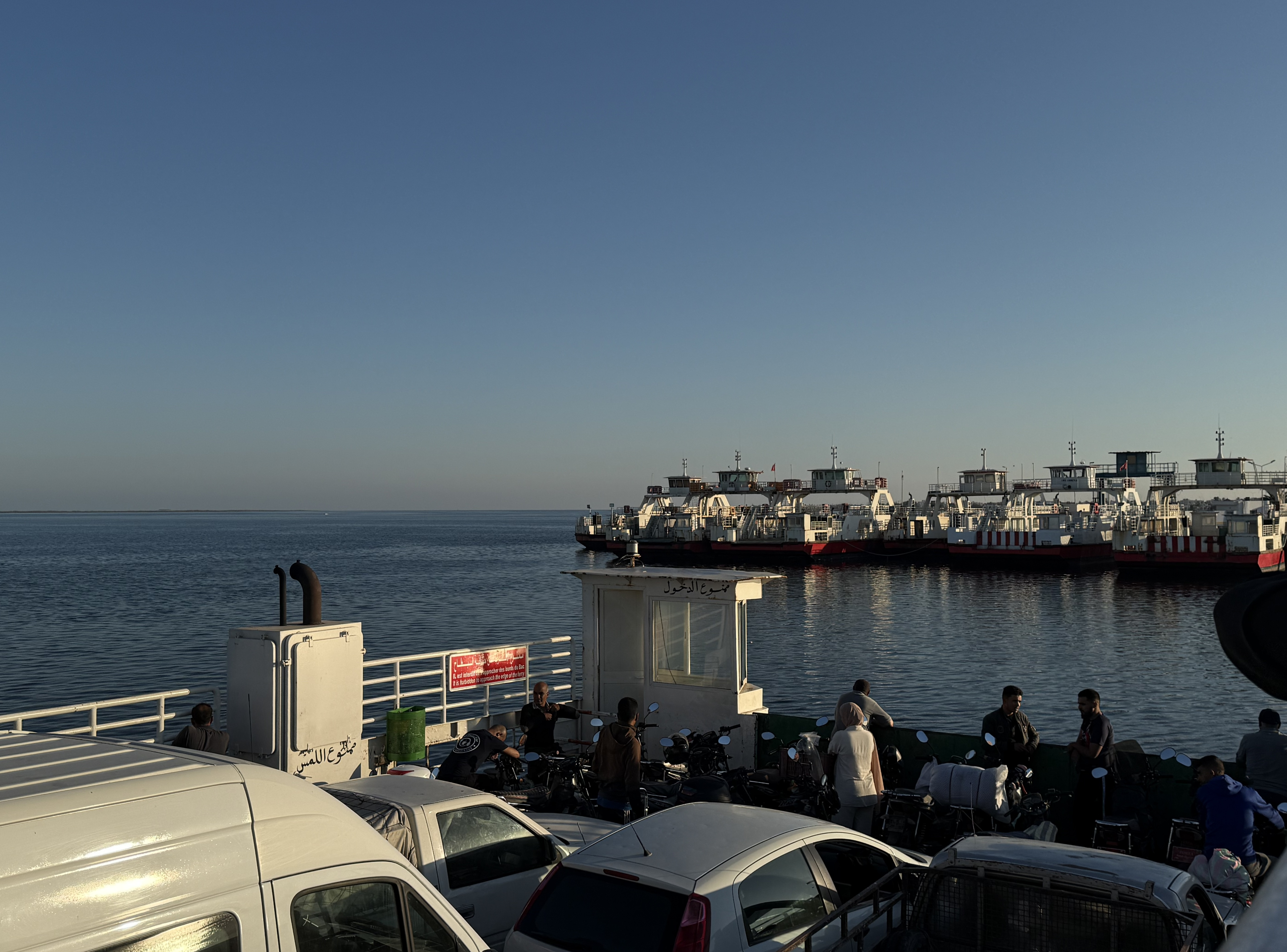
إحدى العبارات أثناء نقل السيارت

الجُرْف قرية تقع بالجنوب الشرقي التونسي، قبالة مدينة أجيم بجزيرة جربة، وهي تمثل المحطة القارّيّة لبطاح (عبّارة) جربة.
الجرف تسمية لقرية تقع في الجنوب التونسي وبالتحديد شمالي قرية بغرارة أو جكتيس القديمة سميت بالجرف نسبة للجرف البحري الموجود بها وهو يعتبر أهم جرف بحري بالجنوب التونسي وسميت أيضا برأس الجرف ويوجد بها ميناء أو مرفأ للبطاحات وهي عبارات تعتمد منذ ستينات القرن الماضي للعبور لجزيرة جربة.
الجرف هي عمادة اومشيخة منذ الاستقلال تابعة لمعتمدية سيدي مخلوف من ولاية مدنين
تتميز هذه القرية باسماكها الطبيعية المتوفرة كذلك امتداد غابات الزياتين البيولوجية وهي تنتج اجود الزيت البيولوجي في تونس.
من المعالم التارخية مدينة الرومية القديمة الموجودة على ساحلها الشمالي بئر العقلة القديم معصرة مسلم
1. ↑  "المناطق الترابية (العمادات) حسب الولايات والمعتمديات". اطلع عليه بتاريخ 2024-11-30.